# Centro cultural Miguel Ángel Asturias
El Centro Cultural Miguel Ángel Asturias, generalmente llamado Teatro Nacional, es un centro cultural en la Ciudad de Guatemala, Guatemala. Localizado en el Centro Cívico de la ciudad y está construido en el mismo sitio del viejo Fuerte de San José de Buena Vista. Su forma, el cual emula un jaguar sentado, destaca de los edificios adyacentes. El complejo, el cual en su inicio estuvo designado al arquitecto Marco Vinicio Asturias, fue diseñado y culminado por el ingeniero Efraín Recinos, terminando su construcción en 1978.
El centro está nombrado en honor al Premio Nobel de Literatura Miguel Ángel Asturias. Contiene la Gran Sala «Efraín Recinos», un teatro de proscenio grande nombrado para el ingeniero del centro, el Teatro de Cámara «Hugo Carrillo», una caja más pequeña, negra el teatro nombrado en honor al director guatemalteco, y un anfiteatro exterior, el Teatro al Aire Libre «Otto René Castillo» en honor al poeta guatemalteco. El centro también incluye varias plazas y salones, así como el Instituto Nacional de la Marimba, y el museo del Ejército de Guatemala.

## Historia de una Colina
Originalmente fue un área militar denominada «Fuerte de San José de Buena Vista» Inaugurado el 25 de mayo de 1846,  tenía como función la defensa y prisión de estado. En 1872, se transforma en cuartel y primera escuela primaria pública. El 20 de octubre de 1944, este bastión militar fue tomado por asalto por Jacobo Árbenz, Jorge Toriello Garrido y Francisco Javier Arana, quienes constituirían la Junta de Gobierno democrático.
Con la nueva Junta de Gobierno democrático se le da prioridad a la Cultura en el país, debido al escaso afluente de actividades culturales durante el período de Jorge Ubico . El presidente Ydígoras Fuentes, en 1961 da inicio al proyecto de recuperación del viejo «Fuerte de San José de Buena Vista» con la creación de un Teatro Nacional. El Centro Cultural está ubicado dentro de un área de 8 manzanas, que se integra en su ubicación al Centro Cívico de la capital de Guatemala.
Crear un Centro Cultural donde antes hubo una zona militar, lleva a la práctica el buen principio de «transformar las armas en cultura». En cierto momento, lo que había sido una fortaleza terminó siendo un espacio abandonado y sin mantenimiento, dando paso a espectáculos foráneos que se instalaban de vez en cuando, como algunos circos, veladas de box y juegos infantiles que llegaban con su espectáculo para distraer a la población de aquella época. Hoy es el epicentro del intercambio de pensamientos, de obras y del arte de la creatividad guatemalteca, que en sus espacios espera y mantiene las puertas abiertas para también propiciar espectáculos de otros países amigos, deseosos de compartir con los guatemaltecos sus propuestas artísticas dentro de un marco de intercambio cultural.
Un proyecto presentado al presidente Ydígoras por el arquitecto Marco Vinicio Asturias da inicio a las obras, se trataba de una obra monumental de la cual únicamente se lograron fundir los cimientos, el 31 de marzo de 1963 un grupo de militares derrocó al presidente y el proyecto quedó en el olvido. Poco tiempo después el arquitecto Asturias muere en un accidente automovilístico, el complejo queda varado.
En el enorme espacio de ocho manzanas ya se había comenzado a construir algunas obras complementarias como el teatro al aire libre obra del Ingeniero Efraín Recinos a quien más darte le llamarían para la realización de un nuevo diseño de un teatro de menor tamaño pero que tuviera capacidad de recibir a dos mil espectadores. Los trabajos formales dieron principio en 1971. En adelante la imaginación creadora de Efraín Recinos, quien ya se destacaba como gran artista plástico, pintor y escultor,  permitió la construcción de un modelo original, como es el Centro Cultural Miguel Ángel Asturias.
Así fue como dio inicio el proceso total del Centro Cultural. El Ingeniero Recinos quedó como único responsable del seguimiento, la construcción y desarrollo creativo de lo que hoy conocemos como el Centro Cultural de Guatemala “Miguel Ángel Asturias”, constituido por el Gran Teatro o Gran Sala “Efraín Recinos”, el Teatro de Cámara “Hugo Carrillo”, Teatro al Aire Libre “Otto René Castillo” y el Fuerte San José de Buena Vista. En la actualidad se está realizando un cuarto teatro, para pequeñas actividades; también forman parte de las instalaciones Radio Faro Cultural y la Escuela Nacional de Artes Plásticas, que posee un diseño fuera de la propuesta del maestro Recinos. En camino, está el proyecto del Instituto Nacional de la Marimba.
El Teatro Nacional del Centro Cultural está inspirado en lo que fue la cultura maya. Sin caer en el copismo, trata una verdadera integración al paisaje y la iconología maya dentro de la arquitectura contemporánea. Estas “esculturas funcionales” son un ejemplo de auténtica originalidad. Por ello mismo podría decirse que por ningún lado se ve la influencia repetitiva de la cultura griega, lo cual es un buen ejemplo de magnificencia local para el resto del continente americano y del mundo, pues para ser universal debe partirse del ámbito local.

## Nombramiento del Centro Cultural
En 1987 se realiza el cambio de nombre de Centro Cultural de Guatemala, más conocido como Teatro Nacional, por Centro Cultural «Miguel Ángel Asturias» según decreto gubernativo número 35-87: 

CONGRESO DE LA REPÚBLICA DE GUATEMALA
DECRETO NÚMERO 35-87
El Congreso de la República de Guatemala
CONSIDERANDO:
Que en el mes de octubre del presente año estaría cumpliendo ochenta y ocho años de edad el ilustre literato guatemalteco Miguel Ángel Asturias, y que en ese mismo mes se celebrará el veinte aniversario del otorgamiento que se le hizo del premio Nobel de Literatura, como reconocimiento al conjunto de su obra, lo cual ha constituido para nuestro país una distinción y orgullo;
CONSIDERANDO:
Que Miguel Ángel Asturias fue el más alto exponente de la literatura guatemalteca, siendo su obra la expresión más auténtica y genuina de la raza y del carácter nacional, por lo que es indispensable reconocer de forma especial y permanente al hombre y una de las producciones literarias latinoamericanas más leídas y traducidas del globo;
CONSIDERANDO:
Que hasta la fecha no ha habido un reconocimiento nacional que honre en su verdadera dimensión el nombre de uno de los más ilustres de los hijos de Guatemala y que tal homenaje debe provenir de la representación más amplia del pueblo guatemalteco, como lo es el Congreso de República.
POR TANTO
En cumplimiento de las atribuciones que le asignan los incisos a) y c) del artículo 171 de la Constitución Política de la República.
DECRETA:
Artículo 1.- Se denomina “ Centro Cultural Miguel Ángel Asturias” el actual Centro Cultural de Guatemala, que incluye el Teatro Nacional, el Teatro de Cámara, el Teatro al Aire Libre, la Escuela de Artes Plásticas, las oficinas administrativas, jardines y todo complejo arquitectónico cultural que se encuentra edificado o se edifique en el futuro sobre la colina del antiguo Fuerte de San José de Buena Vista, en el Centro Cívico de la ciudad de Guatemala.
Artículo 2.- El presente Decreto entrará en vigencia al día siguiente de su publicación en el Diario Oficial.

Pase al Organismo Ejecutivo para su publicación y cumplimiento. Dado en el Palacio del Organismo Legislativo: en la ciudad de Guatemala, a las once días del mes de junio de mil novecientos ochenta y siete.

## Espacios

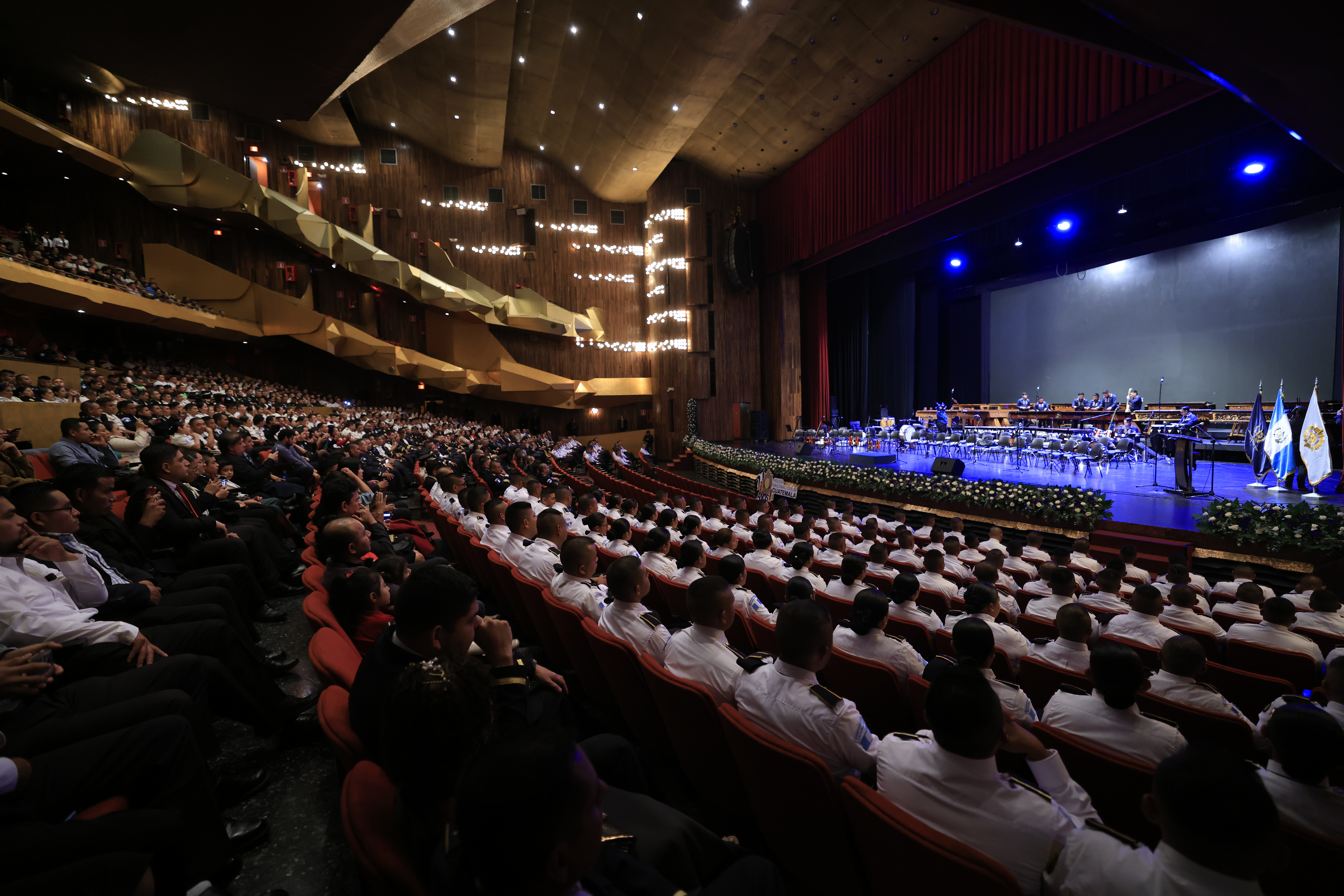
Gran Sala "Efraín Recinos"

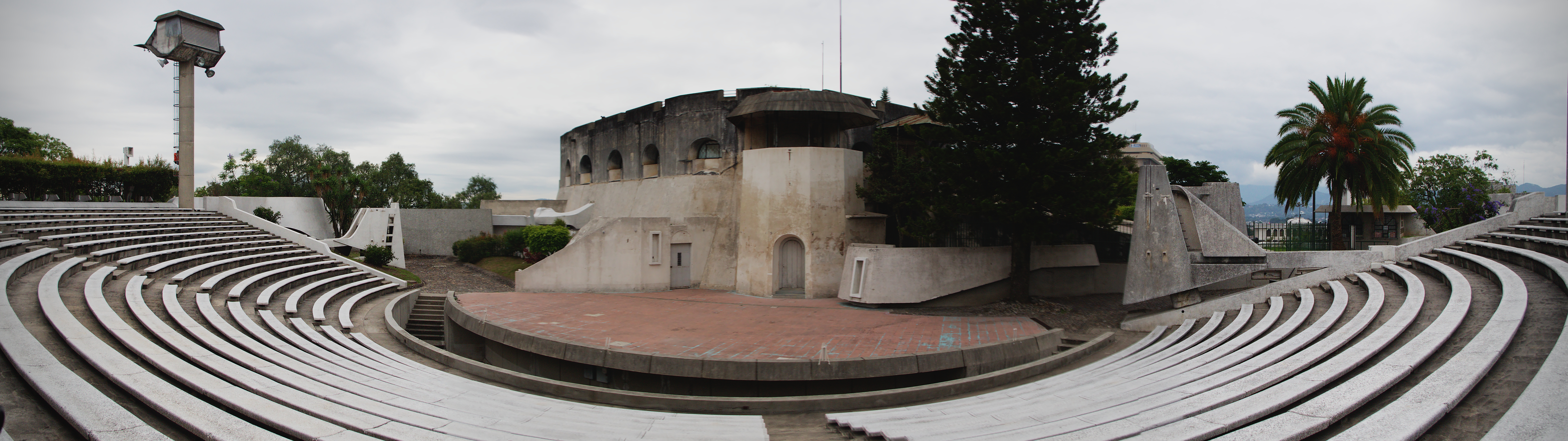
Teatro al Aire Libre

El Centro Cultural Miguel Ángel Asturias cuenta con los siguientes espacios disponibles para la realización de actividades artísticas: 
- Gran Sala "Efraín Recinos"
- Teatro de Cámara "Hugo Carrillo"
- Teatro al Aire Libre "Otto René Castillo"
- Salón Dorado
- Bar disco Tras Bastidores
- Galería "Efraín Recinos"
- Plaza Principal
- Plaza Mujeres
- Plaza Sur/Cubo Escénico